# Computer Space

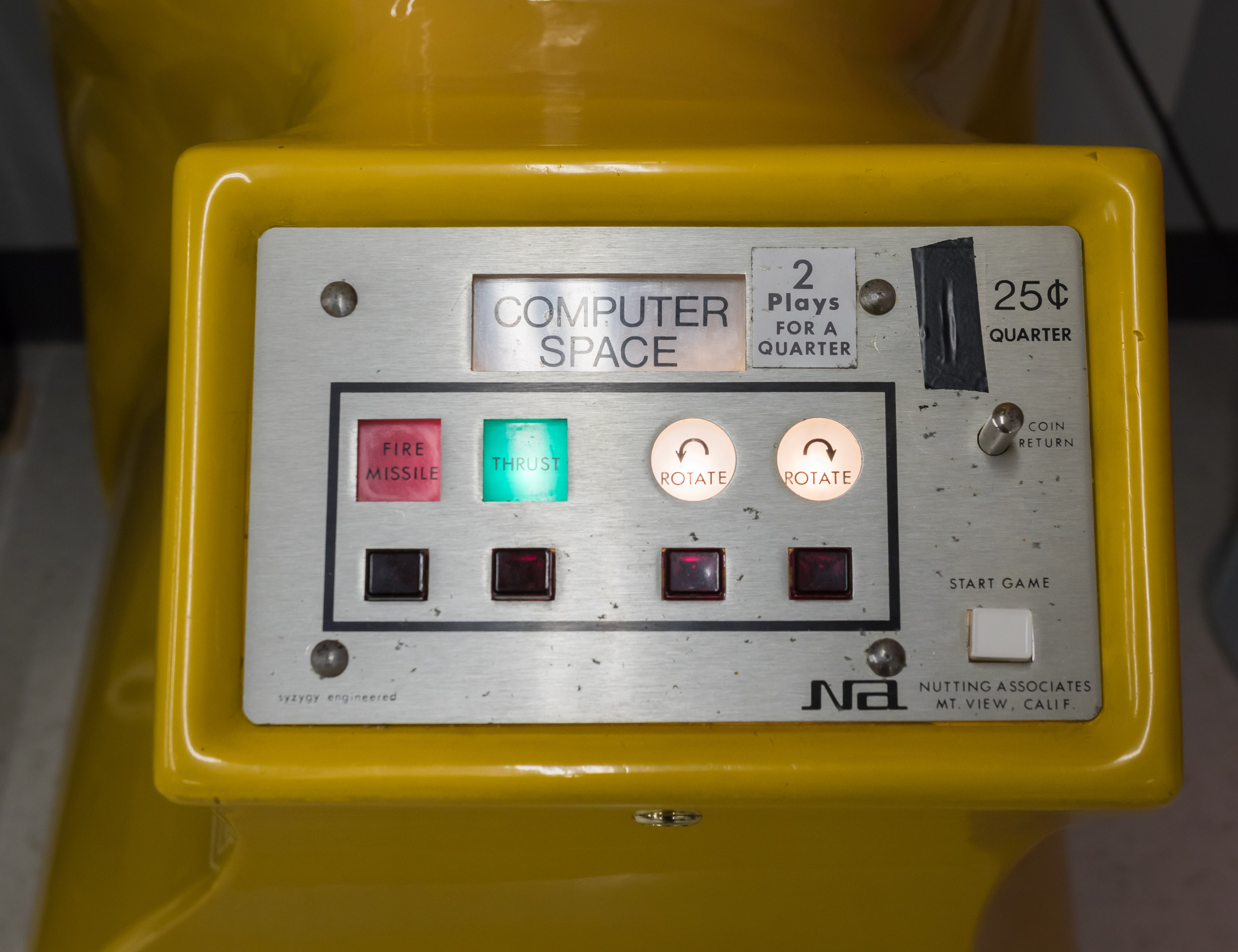
Controlpanel von Computer Space

Computer Space war das erste kommerzielle, münzbetriebene Arcade-Spiel. Es wurde 1971 von Nutting Associates hergestellt. Der Erfinder war Nolan Bushnell, der später Atari gegründet hat. Zwei Monate zuvor erschien Galaxy Game.

## Spielbeschreibung
Der Spieler muss ein Raumschiff lenken, dabei zwei Ufos abschießen und deren Geschossen ausweichen. Das Spielfeld besteht hauptsächlich aus vielen Sternen.
Zur Eingabe dienten 4 Tasten, zwei für die Steuerung, eine für die Beschleunigung und eine für das Schießen. Ursprünglich konnte der Spieler nur gegen den Computer spielen, später gab es eine Version für zwei Spieler, auch mit Joysticks.
Das Spiel wurde inspiriert durch Spacewar! (1961).

## Hardware/Design
Das Gehäuse war kurvig und abgerundet, was in den 1970er-Jahren als sehr futuristisch galt. Es gab verschiedene Farben, z. B. gelb, blau, rot; seltener gold, weiß, silber. Das Material war Fiberglas, die Farben meist metallisch.
Der Monitor war ein 15-Zoll-Schwarz-Weiß-Fernseher von General Electrics.
Jede der drei Leiterplatten steuerte ein Raumschiff. Mikroprozessoren wurden in Arcade-Geräten erst ab 1975 verwendet (Gun Fight). Hier wurden logische Schaltkreise der 74er-Reihe (TTL) (Decoder-Chips) benutzt. RAM und ROM-Bausteine gab es ebenfalls noch nicht.
Das Bedienfeld trug die Inschrift Syzygy Engineered, wie die Firma Atari ursprünglich heißen sollte.

## Filme
Zu sehen ist das Spiel in den Filmen Soylent Green, Sleeper und Der weiße Hai.

## Bedeutung
Computer Space wird oft als das allererste Arcade-Spiel gehandelt. Es hatte auch eine weite Verbreitung, war allerdings nicht sehr erfolgreich. Kurze Zeit später gab es Pong. Galaxy Game (09/1971, eine Spacewar-Nachbildung) war ebenfalls münzbetrieben, jedoch nur an der Stanford-Universität vorhanden.